# Scorpaena thomsoni
Scorpaena thomsoni behoort tot het geslacht Scorpaena van de familie van schorpioenvissen.